# Lasioptera lignicola
Lasioptera lignicola är en tvåvingeart som beskrevs av Ignaz Rudolph Schiner 1868. Lasioptera lignicola ingår i släktet Lasioptera och familjen gallmyggor. Inga underarter finns listade i Catalogue of Life.